# 河野啓三
河野 啓三（かわの けいぞう、1971年2月4日 - ）は、日本のフュージョン・ミュージシャン、キーボーディスト。所属事務所はT-SQUARE Music Entertainment。
2020年8月までフュージョンバンド・T-SQUAREのキーボーディストを務めた。

## 来歴
東京都出身。6歳の頃からエレクトーンの演奏を始める。東京都立北園高等学校在学中から兄の影響でピアノおよびシンセサイザーの演奏を始め、岩崎大輔及び稲田保雄に師事する。北園高校卒業後プロのミュージシャンとしての活動を開始。音楽ジャンルを問わず多数の歌手やアーティストのサポート・ミュージシャンを務める。
2000年秋よりサポートメンバーとしてT-SQUAREに参加。T-SQUAREが2003年にデビュー25周年を記念して、『TRUTH』発表時のメンバー（安藤まさひろ、伊東たけし、須藤満、則竹裕之、和泉宏隆）が期間限定で再結成し「THE SQUARE」となったときもサポートメンバーとして、カシオペアとのライブなどにも帯同した。
2004年末、T-SQUAREのバンド形態復活に伴い、ドラマーの坂東慧と共に正式メンバーとして加入。T-SQUAREでの活動と並行して、様々なセッション活動も展開している。また、リーダーライブも行っている他、ギタリストの吉井俊倫とアコースティック・デュオ「よかろ〜ず」を結成、定期的にライブを行っている。
2005年より、安達久美・則竹裕之により結成されたクラブパンゲア（現：安達久美クラブパンゲア）に参加。
2011年11月23日、初のソロアルバム『DREAMS』をリリースした。
2019年2月6日、脳出血のため緊急入院。治療に専念するため、休養に入る。
2019年8月27日、T-SQUARE公式サイトを通じて、同年8月23日に半年余りに及ぶ入院生活を経て退院したことを報告した（河野のTwitterは8月28日に半年ぶりに更新された）。発症した病状と経過についても言及しており、
- 入院時には脳の右被殻に中程度の出血が認められたが、手術は行わずに治療を行った。現在、血腫はない。
- 左半身の麻痺、軽度の高次脳機能障害が後遺症として残った。
- 今後、通院治療へ移行しリハビリを継続していくが、以前と同様にピアノを弾くことは難しいであろう。

など、記されている。しかしながら、音楽への情熱は消えるものではなく「現状の左手機能回復段階においても、表現者、クリエイター、としての道が断たれる事に直結するわけではない」「自分に出来る事、自分の道を見つけ進んで行きたい」と自身を奮い立たせている。また、T-SQUARE の次作アルバムへ向けての新曲制作やライブにも何らかの形で参加したい意向を綴っている。
2019年12月20日から25日まで神戸CHICKEN GEORGEで行われた『T-SQUARE Family “YEAR-END SPECIAL 2019”』の3日目・22日のライブに出演。およそ1年ぶりとなる演奏を披露した。
だが2020年8月27日、T-SQUAREを脱退することを発表した。2019年に発症した脳出血治療後の予後やリハビリなどを憂慮し、現段階の回復状態では十分な演奏活動が困難であると判断した。脱退については退院より前の2019年春より前に意志を固めていたが、リーダー（当時）の安藤から強く反対され「何とかみんなでやっていこう」と慰留された。河野自身も一度は踏みとどまったが、回復の遅れで「事故が起こってしまってからでは遅いし、事故が起きるのが分かっている以上は、自分が言わなければ」と脱退を決めたという。ただし、今後も回復ペースと向き合いながら音楽活動は続けていく意向であり、T-SQUAREへの楽曲提供も継続するという。なお、所属事務所も変わらない。
2020年10月28日、T-SQUARE在籍最後の参加となるアルバム『Crème de la Crème』がリリースされた。
2020年12月30日・31日、日本橋三井ホールで行われた『T-SQUARE "YEAR-END SPECIAL 2020" in TOKYO』にスペシャルゲストとして出演。河野自身の「ファンの皆様に元気な姿をお見せしたい」という意向から出演が決定した。
2021年4月21日発売のT-SQUAREのアルバム『FLY! FLY! FLY!』に新曲「Brand new way」を提供。安藤がバンドを脱退することを受け7月29日と8月7日に開催された『安藤正容 Farewell Tour T-SQUARE Music Festival』にもゲストとして出演。THE SQUARE ReunionとT-SQUAREのステージに参加した。
2022年11月23日、2ndソロアルバム『BEST FRIENDS』をリリース。

## 人物
T-SQUAREへの参加は、光田健一のサポートで知り合った田中豊雪の紹介によるものだった。逆に現ドラマーの坂東慧は河野の紹介でT-SQUAREに参加することになった。
河野の自宅にはT-SQUAREの楽曲に関する膨大なライブラリーがあり、コンサートで久々にやる楽曲でエンディングがわからないものがあると「○○年のこのコンサートではこのようなエンディングにしてました」と言って譜面と共に教えてくれることが多々あったという。前任のキーボーディストである和泉宏隆も自身のソロコンサートでT-SQUAREの曲をやる際に河野に「○○の譜面ないか？」と電話すると河野から綺麗に書かれた譜面が送られてきたというエピソードを語っている。
こういった過去の楽曲への造詣の深さなどから正式メンバーに昇格する前からキーボーディストとしてだけではなく、作曲・編曲やコンピューター・プログラミングなどでも活動するなどサウンドメイキングでも重要な役割を担い、T-SQUAREでも「音楽監督」的な存在として活躍していた。「THE SQUARE Reunion」など旧メンバーのみで出演する場合でも和泉がソロ転向後ピアノに専念するようになったことなどもあり河野はサポートで演奏に参加していた。

## ディスコグラフィ
アルバム
1. DREAMS（2011年11月23日、ヴィレッジレコーズ）
2. BEST FRIENDS（2022年11月23日、T-SQUARE Music Entertainment Inc.）